# 7434 Osaka
7434 Osaka è un asteroide della fascia principale. Scoperto nel 1994, presenta un'orbita caratterizzata da un semiasse maggiore pari a 2,2598985 UA e da un'eccentricità di 0,1147912, inclinata di 8,86859° rispetto all'eclittica.